# Acoustic Verses
Acoustic Verses es el quinto álbum de la banda noruega de rock progresivo Green Carnation, publicado el 24 de enero de 2006. Este álbum es el único enteramente acústico de la banda hasta el momento, y representa un cambio importante con respecto a los anteriores trabajos del grupo. La edición especial presenta una versión del tema de Jon English "Six Ribbons".

## Lista de canciones
1. "Sweet Leaf" (Tchort) – 4:38
2. "The Burden is Mine... Alone" (Stein Roger Sordal) – 3:15
3. "Maybe?" (Kjetil Nordhus) – 5:02
4. "Alone" (Edgar Allan Poe, Tchort) – 3:43
5. "9-29-045" (Stein Roger Sordal) – 15:29
  - "My Greater Cause, Part I"
  - "Homecoming, Part II"
  - "House of Cards, Part III"
6. "Childs Play Part 3" (Bernt Andrè Moen) – 3:32
7. "High Tide Waves" (Michael S. Krumins, Tommy Jackson) – 7:49
8. "Six Ribbons" (versión de Jon English) − 3:10

## Créditos
- Stein Roger Sordal − bajo, EBow, voz principal, coros
- Terje Vik Schei − guitarra acústica
- Kjetil Nordhus − voz principal, coros
- Tommy Jackson − batería, percusión
- Michael Krumins − guitarra acústica y semiacústica, theremín
- Kenneth Silden − piano, rhodes, sección de cuerda, melotrón

### Músicos invitados
- Bjørn Harstad − efectos de guitarra
- Leif Wiese − violín
- Gustav Ekeberg − viola
- Bernt Andre Moen − chelo

- Datos: Q4033324